# Kermavner
Kermavner je priimek v Sloveniji, ki ga je po podatkih Statističnega urada Republike Slovenije na dan 1. januarja 2010 uporabljalo 67 oseb.

## Znani nosilci priimka
- Aleš Kermavner (1946—1966), pisatelj
- Dušan Kermavner (1903—1975), politik, zgodovinar in publicist
- Fric Kermavner (1872—1931), zdravnik
- Ivo Kermavner (1897—1970), telovadec in novinar
- Matej Kermavner, kantavtor
- Srečko Kermavner, gledališčnik, igralec
- Valentin Kermavner (1835—1908), klasični filolog, prevajalec